# Svéradice
Svéradice ist eine Gemeinde in Tschechien. Sie gehört zum Okres Klatovy und zum Plzeňský kraj.

## Geographie
Svéradice liegt rund 20 Kilometer von Klatovy entfernt, bis Pilsen sind es rund 40 Kilometer. 
Durch das Dorf verläuft eine Landstraße, die Svéradice mit Velký Bor und Kadov u Blatné verbindet. Weitere angrenzende Orte sind Horažďovice und Slatina u Horažďovic.

## Geschichte
Svéradice wurde 1264 erstmals urkundlich erwähnt. Im Westen des Dorfs wurde Keramik entdeckt, die die Besiedlung des Gebiets durch Slawen im 10. bis zum 12. Jahrhundert belegt.
Von 1869 bis 1980 gehörte Svéradice zum Okres Strakonice. Von 1980 bis 1990 war Svéradice keine eigenständige Gemeinde, sondern gehörte zu Velký Bor.

## Ortsteile
- Svéradice

## Bevölkerungsentwicklung
| Jahr      | 1869 | 1880 | 1890 | 1900 | 1910 | 1921 | 1930 | 1950 | 1961 | 1970 | 1980 | 1991 | 2001 | 2011 | 2021 |
| --------- | ---- | ---- | ---- | ---- | ---- | ---- | ---- | ---- | ---- | ---- | ---- | ---- | ---- | ---- | ---- |
| Einwohner | 618  | 658  | 591  | 582  | 576  | 557  | 465  | 394  | 342  | 304  | 327  | 355  | 354  | 336  | 286  |

## Sehenswürdigkeiten
- Bartholomäuskapelle
- Bildstock
- Wassermühle
- Weltkriegsdenkmal

## Galerie

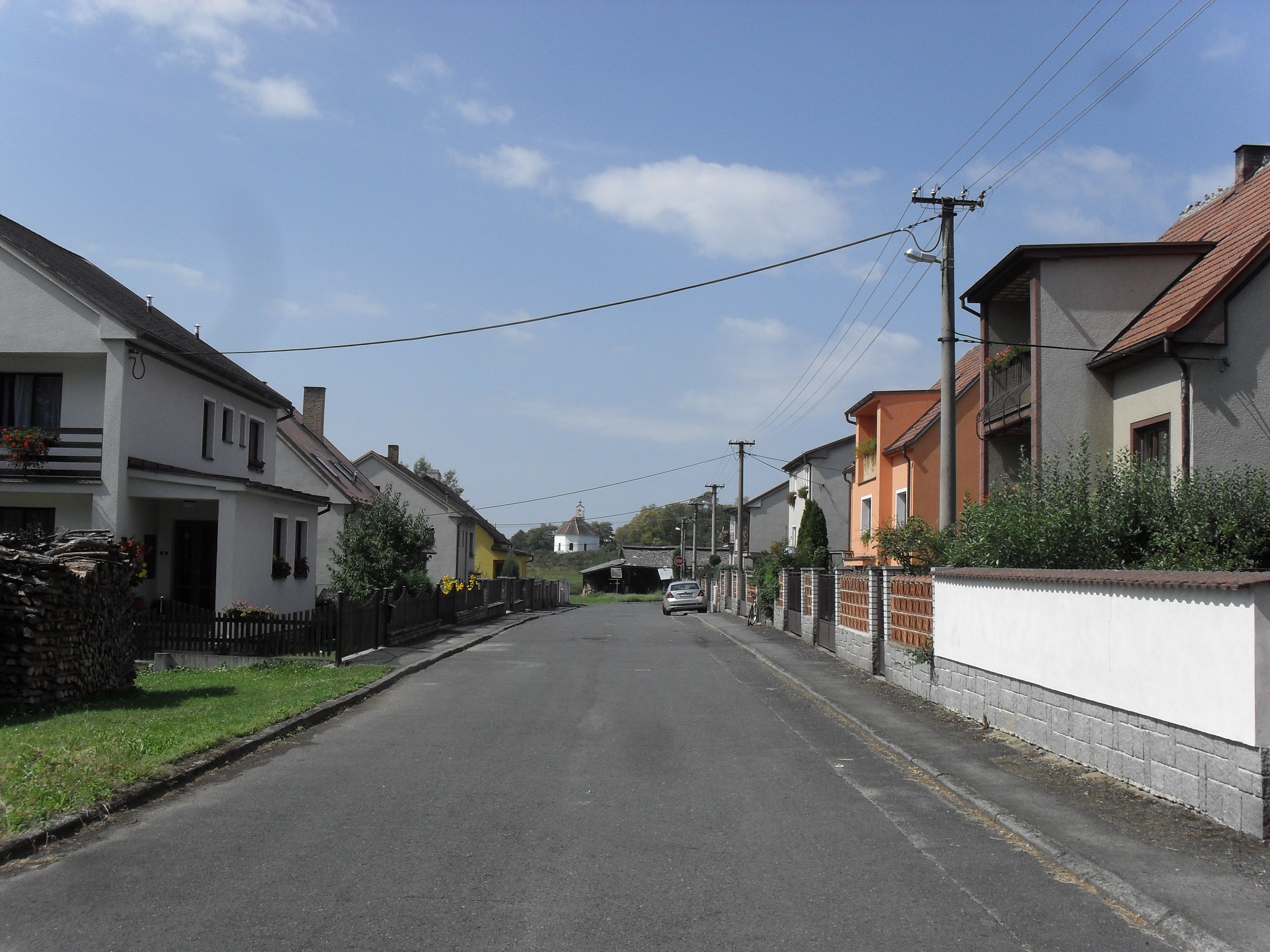
Straße im Dorf
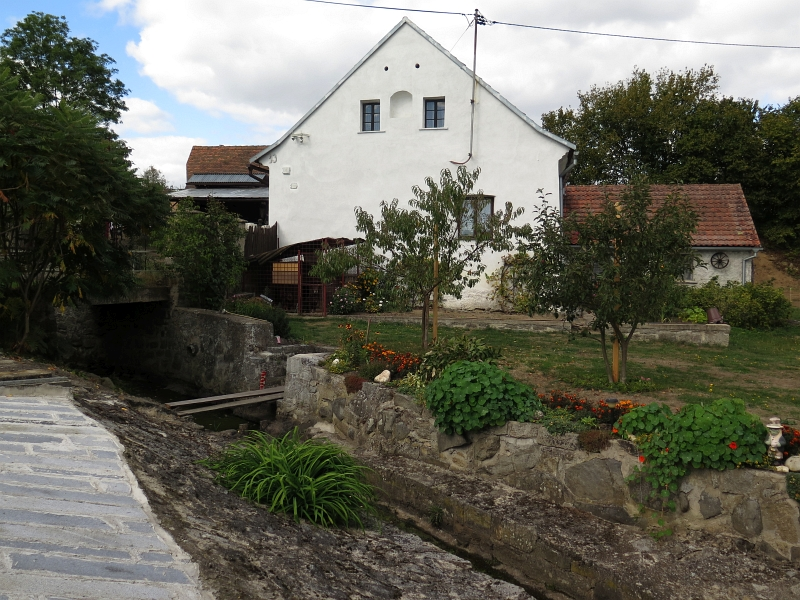
Wassermühle
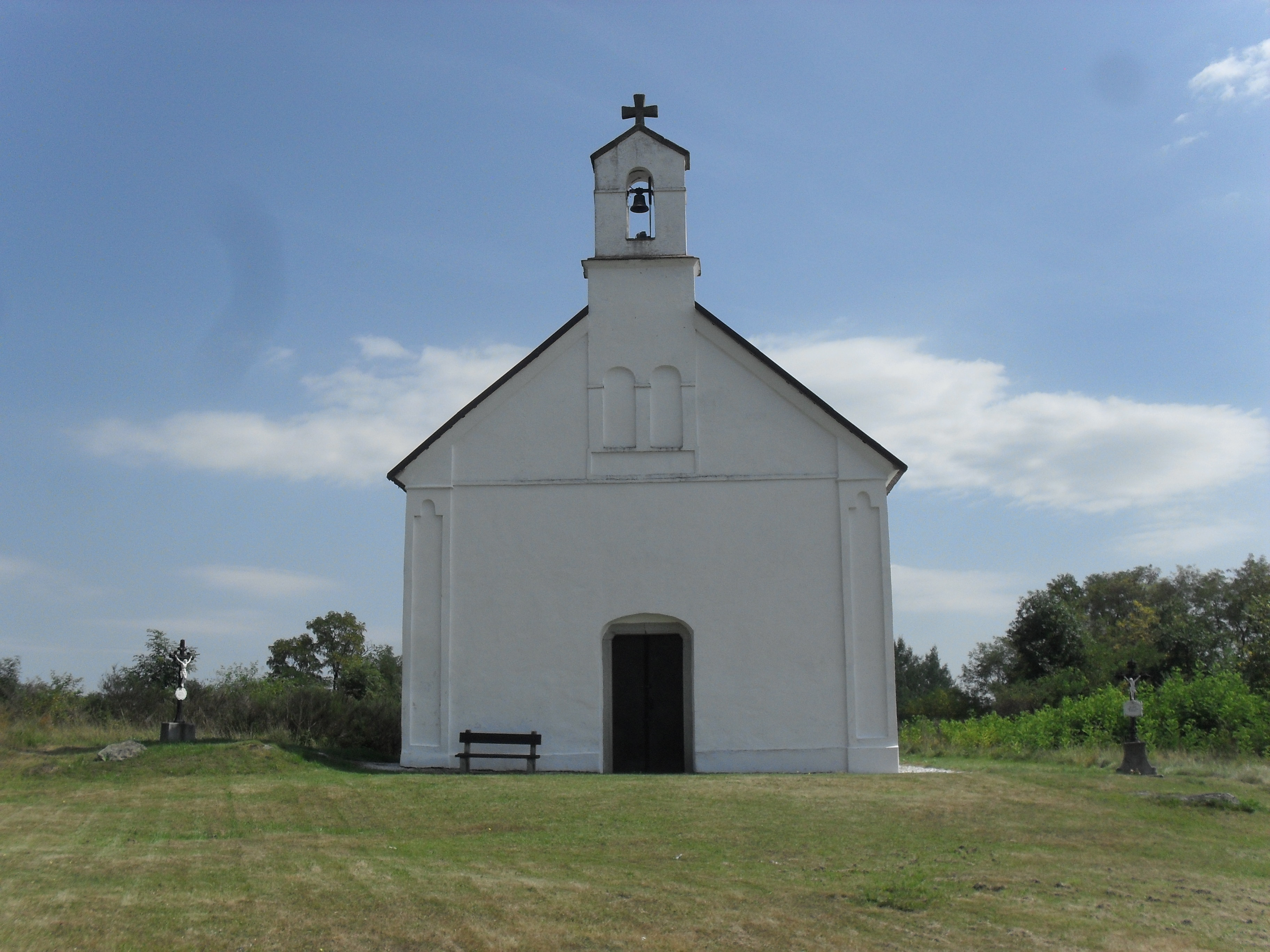
Bartholomäuskapelle
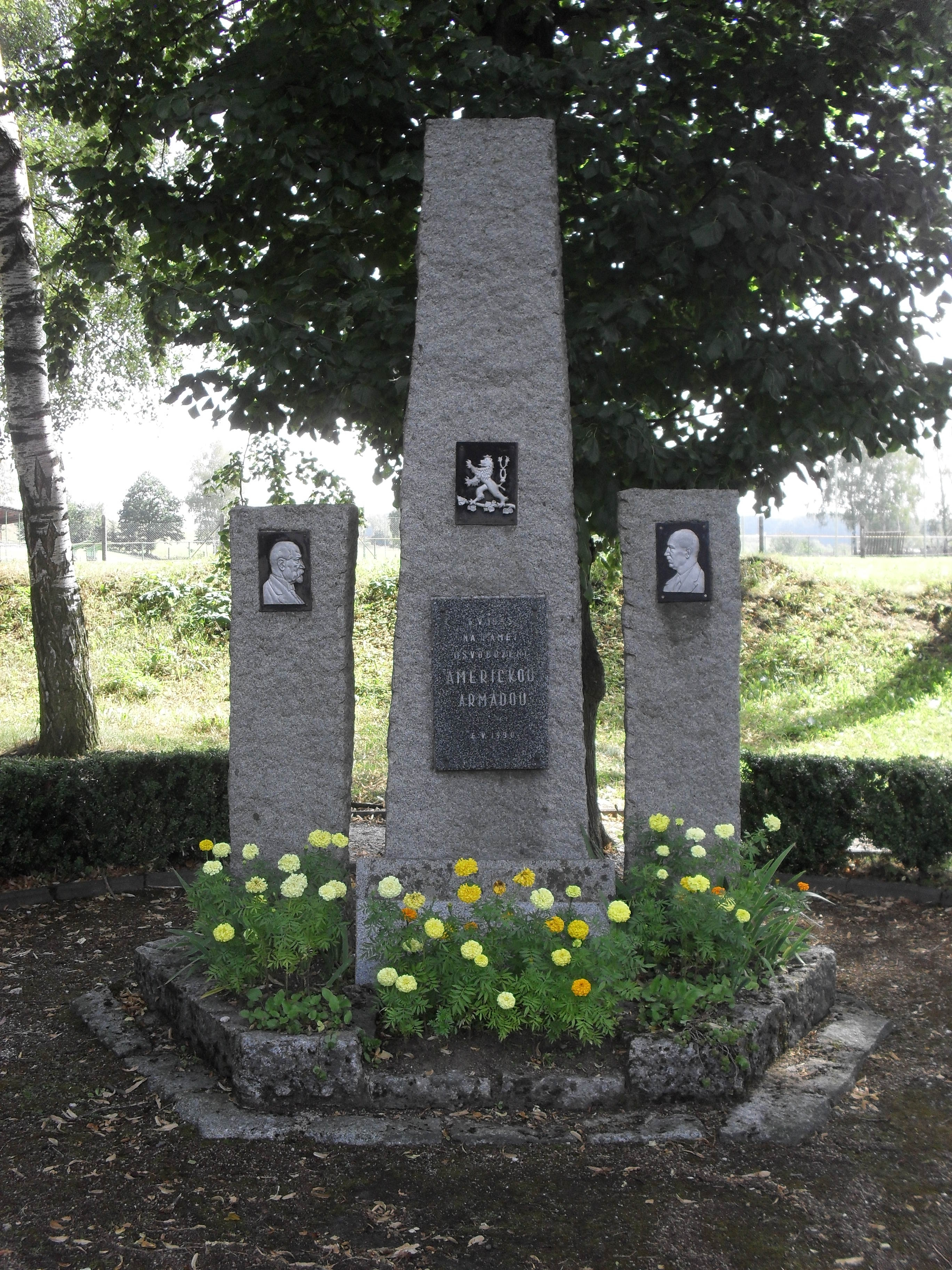
Weltkriegsdenkmal